# مسجد اکبریه

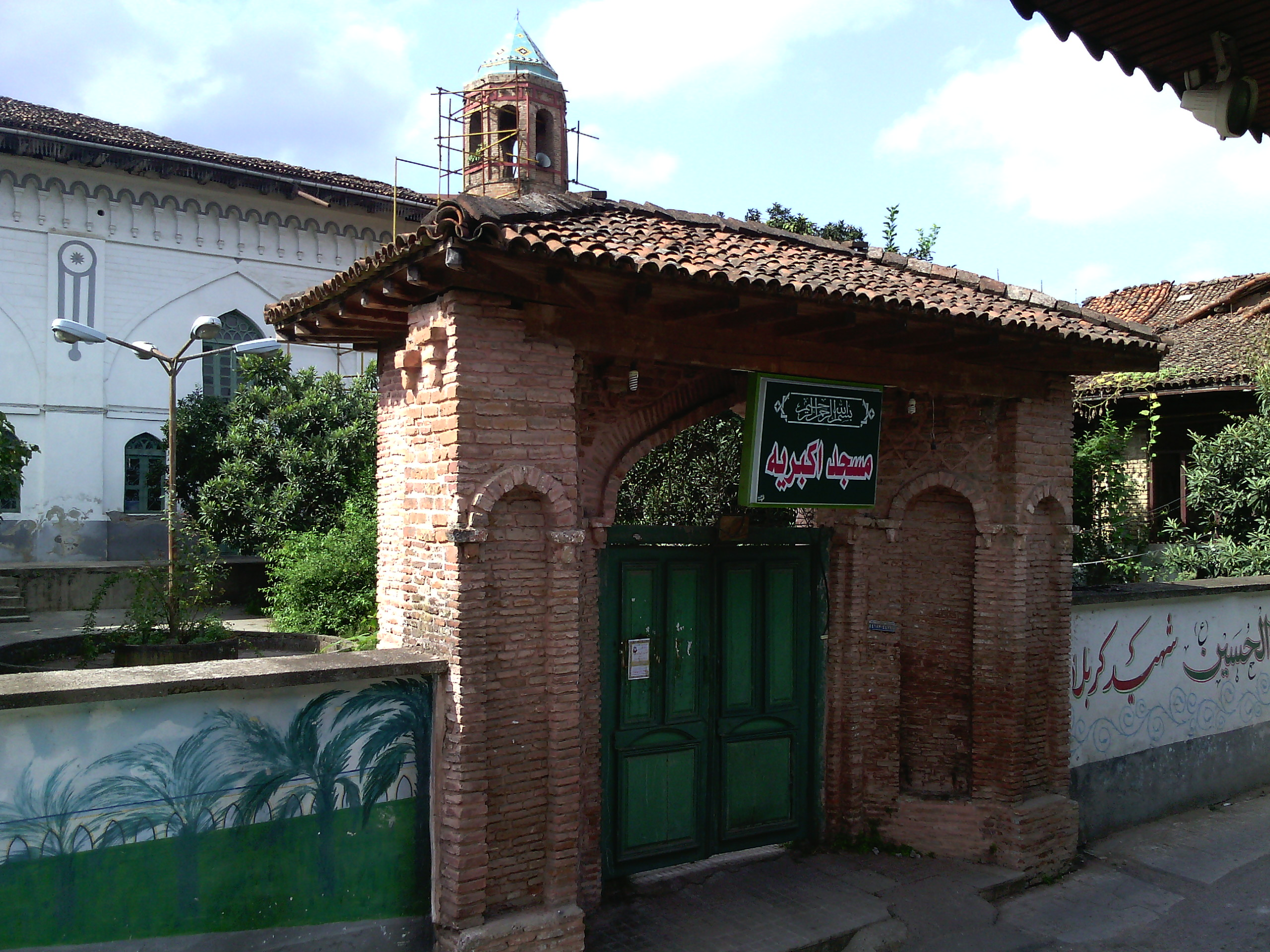

مسجد اکبریه تهران یکی از مشهورترین مساجد استان گیلان و از بناهای مهم لاهیجان است. این مسجد در زمان فتحعلی شاه قاجار ایجاد شده‌است. سنگ نبشته مرمری به خط نستعلیق که بر دیوار ضلع شرقی مسجد جای دارد، بانی مسجد را حاج علی اکبر لاهیجانی نامیده‌است.
وضوخانهٔ مسجد در دو طبقه ساخته شده و هر طبقه دارای هشت ستون میانی است. از وضوخانهٔ طبقه همکف، سه در بزرگ چوبی به شبستان باز می‌شود. هر دو وضو خانه دارای پوشش گنبدی هستند. مسجد اکبریه از دو قسمت وضوخانه و شبستان تشکیل شده‌است. در حاشیه شبستان و متن محراب کاشی کاری همراه با خطوط نسخ و مزین به آیات قرآنی دیده می‌شود. 
این مسجد تاریخی در محله گابنه شهر لاهیجان واقع شده‌است.

## منبع
- سایت تبیان